# Utricularia warmingii
Utricularia warmingii este o specie de plante carnivore din genul Utricularia, familia Lentibulariaceae, ordinul Lamiales, descrisă de Kamienski. Conform Catalogue of Life specia Utricularia warmingii nu are subspecii cunoscute.